# Moira Abernethy
Moira „Mo“ Abernethy (* 29. Mai 1939) ist eine ehemalige südafrikanische Schwimmerin.

## Karriere
Abernethy besuchte die St Mary’s School in Waverley, einem Vorort von Johannesburg. Vor ihrer Olympiateilnahme stellte sie den südafrikanischen Rekord über 100 Yards Freistil auf.
Abernethy nahm 1956 an den Olympischen Spielen in Melbourne teil. Mit der Staffel über 4 × 100 m Freistil gewann sie die Bronzemedaille. Im Einzelwettbewerb über 100 m Rücken erreichte sie den zehnten Rang. Über 100 m Schmetterling war sie zunächst ebenfalls für den Start gemeldet, trat aber nicht an.
Nach ihrer aktiven Karriere war sie unter dem Namen Moira Lamont viele Jahre als Schwimmtrainerin am Ellis Park Pool in Johannesburg tätig. Ihre beiden Töchter Moira („Little Mo“) und Anne Lamont gingen auch dem Schwimmsport nach.
1994 heiratete sie den Schwimmer und Olympioniken Dennis Ford (1931–2009).